# Governos do Partido Social Democrata (PSD)
Os Governos do Partido Social Democrata foram e são os Governos da República Portuguesa cujo primeiro-ministro é indigitado pelo PPD/PSD.
Em Portugal, o sistema governativo é bipolarizado e revessado entre o Partido Social Democrata e o Partido Socialista.

## Governo de Sá Carneiro (VI Governo Constitucional de Portugal) 1980-1981

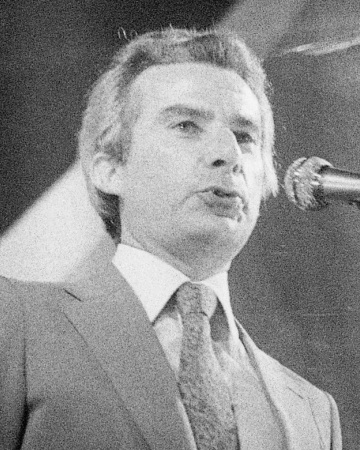
Sá Carneiro, primeiro-ministro entre 1980-1981

O VI Governo Constitucional de Portugal tomou posse a 3 de janeiro de 1980, sendo chefiado por Francisco Sá Carneiro e Diogo Freitas do Amaral (interinamente) e constituído pela Aliança Democrática, coligação eleitoral formada pelo Partido Social-Democrata, o Centro Democrático Social e o Partido Popular Monárquico, com base nos resultados das eleições de 2 de dezembro de 1979. Terminou o seu mandato a 9 de janeiro de 1981, devido ao falecimento do Primeiro-Ministro Francisco Sá Carneiro, a 4 de dezembro de 1980, em Camarate. 

## 1º Governo de Francisco Pinto Balsemão (VII Governo Constitucional de Portugal) 1981
O VII Governo Constitucional de Portugal tomou posse a 9 de janeiro de 1981, sendo chefiado por Francisco Pinto Balsemão e constituído pela coligação formada pelo Partido Social-Democrata, o Centro Democrático Social e o Partido Popular Monárquico. Terminou o seu mandato a 4 de setembro de 1981, devido à demissão do Primeiro-Ministro.

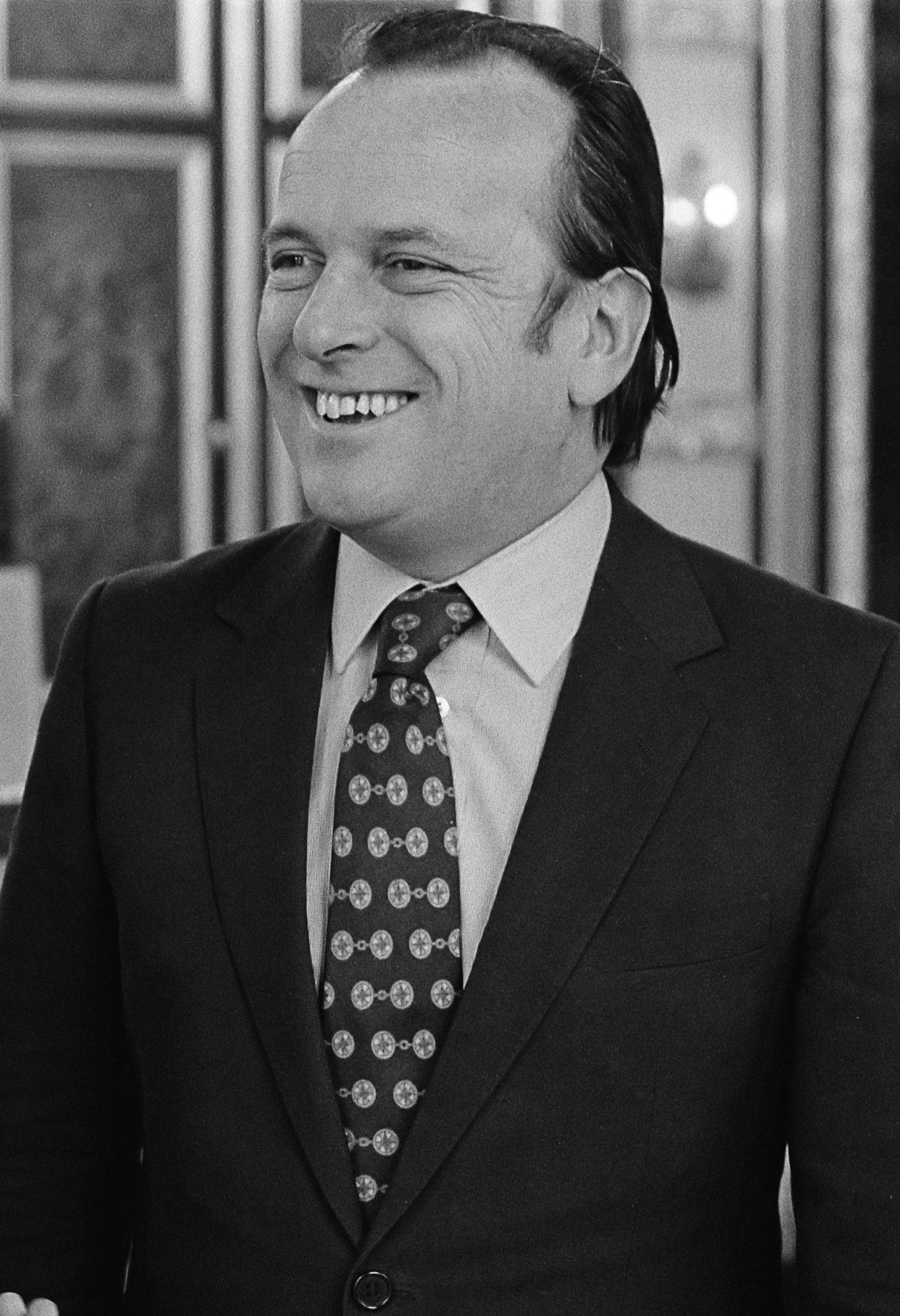
Primeiro-ministro Pinto Balsemão.

## 2º Governo de Francisco Pinto Balsemão (VIII Governo Constitucional de Portugal) 1981-1983
O VIII Governo Constitucional de Portugal tomou posse a 4 de setembro de 1981, sendo chefiado por Francisco Pinto Balsemão e constituído pela coligação formada pelo Partido Social-Democrata, o Centro Democrático Social e o Partido Popular Monárquico. Terminou o seu mandato a 9 de junho de 1983, devido à demissão do Primeiro-Ministro.

## 1º Governo de Cavaco Silva (X Governo Constitucional de Portugal) 1985-1987
O X Governo Constitucional de Portugal tomou posse a 6 de novembro de 1985, sendo chefiado por Aníbal Cavaco Silva e constituído pelo Partido Social-Democrata, com base nos resultados das eleições de 6 de outubro de 1985. Terminou o seu mandato a 17 de agosto de 1987, devido à aprovação, pela Assembleia da República, de uma moção de censura. 

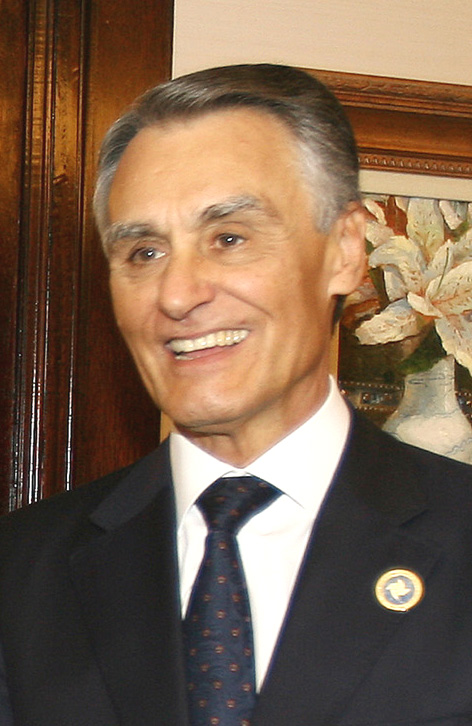
Cavaco Silva, primeiro-ministro entre 1985 e 1995.

## 2º Governo de Cavaco Silva (XI Governo Constitucional de Portugal) 1987-1991
O XI Governo Constitucional de Portugal tomou posse a 17 de agosto de 1987, sendo chefiado por Aníbal Cavaco Silva e constituído pelo Partido Social-Democrata, com base nos resultados das eleições de 18 de julho de 1987. Terminou o seu mandato a 31 de outubro de 1991, devido ao termo da legislatura.
Foi o primeiro governo monopartidário com apoio parlamentar maioritário desde o 25 de abril de 1974, bem como o primeiro a completar a duração correspondente a uma legislatura inteira.

## 3º Governo de Cavaco Silva (XII Governo Constitucional de Portugal) 1991-1995
O XII Governo Constitucional de Portugal tomou posse a 31 de outubro de 1991, sendo chefiado por Aníbal Cavaco Silva e constituído pelo Partido Social-Democrata, com base nos resultados das eleições de 6 de outubro de 1991. Terminou o seu mandato a 28 de outubro de 1995, devido ao termo da legislatura.

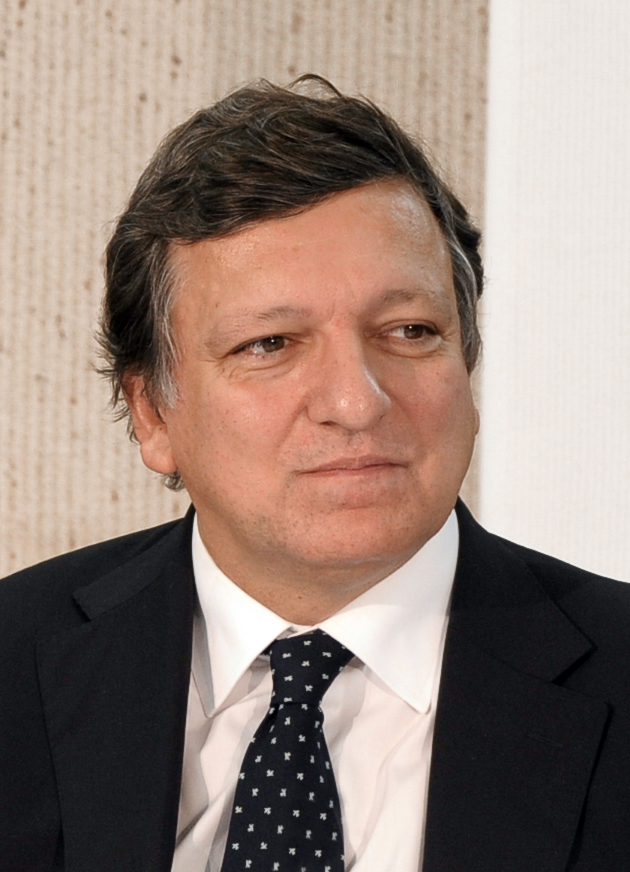
Durão Barroso, primeiro-ministro entre 2002 e 2004. Demitiu-se para ser Presidente da Comissão Europeia.

## Governo de Durão Barroso (XV Governo Constitucional de Portugal) 2002-2004
O XV Governo Constitucional de Portugal tomou posse a 6 de abril de 2002, sendo chefiado por José Manuel Durão Barroso e constituído pelo Partido Social-Democrata e pelo Partido Popular, na sequência das eleições de 17 de março de 2002. Terminou o seu mandato a 17 de julho de 2004, devido à demissão do Primeiro-Ministro.

## Governo de Santana Lopes  (XVI Governo Constitucional de Portugal) 2004-2005

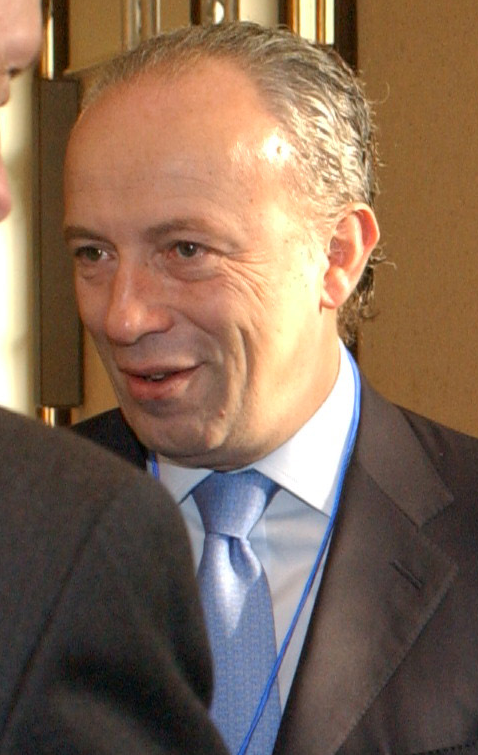
Primeiro-ministro Santana Lopes.

O XVI Governo Constitucional de Portugal foi formado com base na maioria parlamentar constituída pelo Partido Social Democrata e pelo Partido Popular e chefiado por Pedro Santana Lopes, resultante das eleições de 2002 e iniciou o seu mandato a 17 de julho de 2004. Cessou o seu mandato em 12 de março de 2005, com a dissolução da Assembleia da República pelo Presidente da República Jorge Sampaio.

## 1º Governo de Passos Coelho (XIX Governo Constitucional de Portugal) 2011-2015
O XIX Governo Constitucional de Portugal (21 de junho de 2011 – 30 de outubro de 2015) foi formado com base nas eleições legislativas de 5 de junho de 2011, que o PSD ganhou com maioria relativa. O Presidente da República, Aníbal Cavaco Silva, convidou, no dia 6 de junho, Pedro Passos Coelho a formar Governo com “apoio parlamentar maioritário” e pediu-lhe urgência na sua formação, no sentido de “desenvolver de imediato diligências com vista a propor uma solução governativa que disponha de apoio parlamentar maioritário e consistente”. 

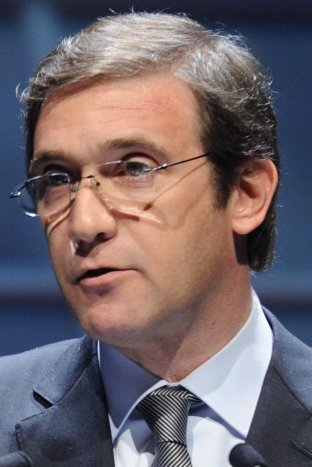
Passos Coelho, primeiro-ministro entre 2011-2015

Face aos resultados eleitorais, e na impossibilidade de formação de um governo com apoio parlamentar maioritário de um só partido, o Partido Social Democrata (PSD), liderado por Pedro Passos Coelho, negociou e estabeleceu um acordo de governo, assinado a 16 de junho de 2011, com o CDS - Partido Popular, liderado por Paulo Portas, tendo o Governo tomado posse a 21 de junho de 2011. Cessou funções a 30 de outubro de 2015, na sequência do termo normal da XII legislatura.
Este Governo conseguiu devolver a autonomia financeira a Portugal e tirar o país da recessão.

## 2º Governo de Passos Coelho (XX Governo Constitucional de Portugal) 2015
O XX Governo Constitucional de Portugal (30 de outubro de 2015 – 26 de novembro de 2015) foi formado com base nos resultados das eleições legislativas de 4 de outubro de 2015, em que a coligação Portugal à Frente (entre o Partido Social Democrata e o CDS – Partido Popular) obteve a maioria relativa. O governo empossado não chegou a entrar em funções, tendo governado apenas em gestão corrente, porquanto foi demitido no Parlamento 11 dias após tomar posse, por ver rejeitado o seu programa, e exonerado após mais 16 dias — perfazendo um total de exatamente 27 dias e quatro horas que delimitaram o mais curto executivo, em 40 anos, da democracia constitucional em Portugal. 
Em face dos resultados eleitorais, na impossibilidade de formação de um governo com apoio parlamentar maioritário de um só partido ou coligação e goradas as negociações entre a coligação vencedora e os restantes partidos com assento parlamentar com vista à formação de uma maioria, o Presidente da República, Aníbal Cavaco Silva, indigitou, no dia 22 de outubro, Pedro Passos Coelho como Primeiro-Ministro, após ouvir os sete partidos com representação parlamentar: Partido Social Democrata, Partido Socialista, CDS – Partido Popular, Bloco de Esquerda, Partido Comunista Português, Partido Ecologista "Os Verdes" e Pessoas–Animais–Natureza. 
O Primeiro-Ministro indigitado, Pedro Passos Coelho, apresentou a 27 de outubro de 2015, ao Presidente da República Cavaco Silva, uma proposta de constituição do XX Governo Constitucional. A tomada de posse ocorreu a 30 de outubro de 2015, no Palácio da Ajuda.
A 6 de novembro de 2015, entregou no Parlamento o programa de governo, tendo o debate decorrido nos dias 9 e 10 de novembro. 
No dia 10 de novembro de 2015, o XX Governo foi demitido, resultado da aprovação da primeira (apresentada pelo Partido Socialista) de quatro moções de rejeição ao programa do governo.  Esta moção de rejeição foi aprovada com 123 votos (PS, BE, PCP, PEV e PAN) a favor e 107 votos (PSD e CDS-PP) contra. O Governo manteve-se em gestão corrente até à tomada de posse do XXI Governo Constitucional, que se realizou a 26 de novembro de 2015.

## Governo de Montenegro (XXIV Governo Constitucional de Portugal) 2024-
O XXIV Governo Constitucional de Portugal é o atual governo de Portugal, formado com base nos resultados das eleições legislativas de 4 de outubro de 2015, em que a coligação Aliança Democrática (entre o Partido Social Democrata, o CDS – Partido Popular e o Partido Popular Monárquico)  liderada por Luís Montenegro, venceu com maioria relativa. O governo tomou posse no dia 2 de abril.

## Lista de Governos do Partido Social Democrata
| Governos     | Período     | Primeiro-Ministro                             | Primeiro-Ministro |
| ------------ | ----------- | --------------------------------------------- | ----------------- |
| VI Governo   | 1980 – 81   | Francisco Sá Carneiro/Diogo Freitas do Amaral |                   |
| VI Governo   | 1980 – 81   | Francisco Sá Carneiro/Diogo Freitas do Amaral |                   |
| VII Governo  | 1981        | Francisco Pinto Balsemão                      |                   |
| VIII Governo | 1981 – 83   | Francisco Pinto Balsemão                      |                   |
| X Governo    | 1985 – 87   | Aníbal Cavaco Silva                           |                   |
| XI Governo   | 1987 – 91   | Aníbal Cavaco Silva                           |                   |
| XII Governo  | 1991 – 95   | Aníbal Cavaco Silva                           |                   |
| XV Governo   | 2002 – 04   | José Manuel Durão Barroso                     |                   |
| XVI Governo  | 2004 – 05   | Pedro Santana Lopes                           |                   |
| XIX Governo  | 2011 – 2015 | Pedro Passos Coelho                           |                   |
| XX Governo   | 2015        | Pedro Passos Coelho                           |                   |
| XXIV Governo | 2024–       | Luís Montenegro                               |                   |

1. ↑  X Governo Constitucional de Portugal#cite note-1
2. ↑  «Cavaco dá luz verde para Passos formar Governo - Política - PUBLICO.PT». web.archive.org. 30 de agosto de 2011. Consultado em 28 de outubro de 2022
3. ↑  «Governo caiu na Assembleia. Decisão nas mãos de Cavaco». Jornal Expresso. Consultado em 28 de outubro de 2022
4. ↑  «O último dia do governo mais curto em 40 anos». TSF Rádio Notícias. 26 de novembro de 2015. Consultado em 28 de outubro de 2022